# Bonança & C.a
Bonança & C.a (alternativ: Bonança e Companhia) ist eine Western-Komödie, die in Portugal 1969 entstand. Eine Aufführung im deutschsprachigen Raum erfolgte nicht.

## Inhalt
Bento ist ein durchschnittlicher Familienvater, der mit den Seinen in einem kleinen Haus in Lissabon lebt. Die Zukunft ist in der Realität argen Beschränkungen unterlegen; da helfen die Träume eines seiner Söhne, die im Wilden Westen spielen und seinen Vater als einen Farmpatriarchen zeichnen. Ganz im Stile von Bonanza – die Söhne heißen auch Hoss und Adam – erleben sie allerlei Abenteuer, besiegen Gegner und durchstehen drohende Gefahren mittels des Zusammenhalts der Familie.

## Hintergrund
Die Alltagsszenen werden in Schwarzweiß, die Westernszenen in Farbe gezeigt.